# Lo-Reninge
Lo-Reninge är en kommun i Belgien.   Den ligger i provinsen Västflandern och regionen Flandern, i den västra delen av landet, 110 km väster om huvudstaden Bryssel. Antalet invånare är 3 342. Kommunens namn är  en kombination av ortnamnen Lo och Reninge. 
Trakten runt Lo-Reninge består till största delen av jordbruksmark. Runt Lo-Reninge är det ganska tätbefolkat, med 144 invånare per kvadratkilometer.